# LEDA 16389
LEDA 16389는 남반구 하늘의 조각칼자리에 있는 허블형 왜소 불규칙 은하(dIrr형)이다. 우리 은하에서 2,200만 광년 떨어져 있는 것으로 추정되며, APMBGC 252+125-117과 별 개의 은하로 광학 은하 쌍(optical galaxy pair)을 이룬다.